# IC 2384
IC 2384 ist eine linsenförmige Galaxie vom Hubble-Typ SB0-a im Sternbild Krebs auf der Ekliptik. Sie ist schätzungsweise 359 Millionen Lichtjahre von der Milchstraße entfernt.
Das Objekt wurde am 14. Februar 1896 Stéphane Javelle entdeckt.